# Alexandra Robbins

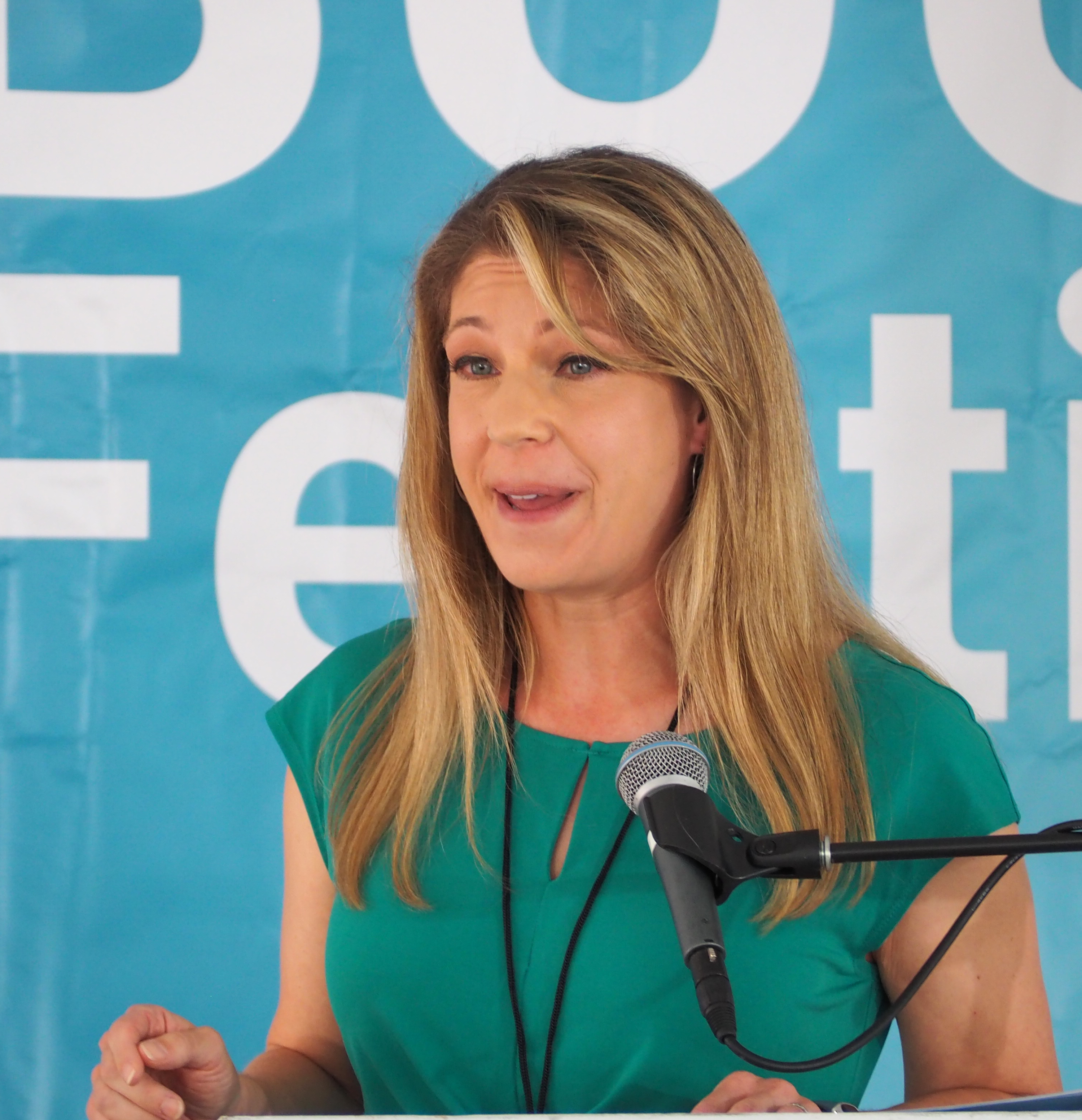
Alexandra Robbins (2023)

Alexandra Robbins (* 1976) ist eine US-amerikanische Journalistin und Autorin. Sie ist mittlerweile Bestsellerin der New York Times (siehe ihr Buch Quarterlife Crisis). Früher war sie Mitarbeiterin des New Yorker.
Bisher sind einige verschiedene Publikationen erschienen, unter anderem im The New Yorker, The Washington Post, USA Today, Cosmopolitan, Chicago Tribune, Self, Salon.com, und PC. Sie ist regelmäßiger Gast in landesweiten Medien und Fernsehsendungen, wie 60 Minutes, The Today Show, The Oprah Winfrey Show und diversen Sendern, einschließlich CNN, NPR, BBC und History.
Als erfolgreiche Yale-Studentin des Jahrgangs 1998, an welcher Universität sie auch in der Studentenverbindung Scroll and Key affiliiert wurde, schrieb sie unter anderem für Atlantic Monthly über George W. Bushs Skull-&-Bones-Erfahrungen. Sie lebt in der Gegend von Washington.

## Werke
Folgende Lesungen zu ihren Büchern sind von Robbins erhältlich:
- The quarterlife crisis, twentysomething issues, college issues
- Marketing to twentysomethings
- Twentysomethings in the corporate environment
- Secrets of the Tomb, Skull and Bones
- Journalism, writing, and publishing
- Pledged: The Secret Life of Sororities, sorority issues
- The Secret Lives of Students: Greek Life and Secret Societies